# San Sebastián Huehuetenango
San Sebastián Huehuetenango är en kommunhuvudort i Guatemala.   Den ligger i kommunen Municipio de San Sebastián Huehuetenango och departementet Departamento de Huehuetenango, i den västra delen av landet, 140 km nordväst om huvudstaden Guatemala City. San Sebastián Huehuetenango ligger 1 784 meter över havet och antalet invånare är 1 311.
Terrängen runt San Sebastián Huehuetenango är kuperad åt sydväst, men åt nordost är den bergig. San Sebastián Huehuetenango ligger nere i en dal. Runt San Sebastián Huehuetenango är det ganska tätbefolkat, med 248 invånare per kvadratkilometer. Närmaste större samhälle är Huehuetenango, 14,0 km sydost om San Sebastián Huehuetenango. I omgivningarna runt San Sebastián Huehuetenango växer huvudsakligen savannskog.